# World Challenge Meetings
World Challenge Meetings – cykl 14 mityngów lekkoatletycznych organizowany pod egidą IAAF począwszy od sezonu 2010.
Zawody z kalendarza World Challenge Meetings ustępują w hierarchii ważności tylko prestiżowej Diamentowej Lidze IAAF. Cykl jest następcą World Athletics Tour i został wprowadzony w związku z reformą kalendarza mityngów jednodniowych przeprowadzoną przez IAAF w roku 2009. 

## Mityngi
| Mityng                                                  | Stadion                                | Lokalizacja    |
| ------------------------------------------------------- | -------------------------------------- | -------------- |
| Melbourne Track Classic                                 | Lakeside Stadium                       | Melbourne      |
| Jamaica International Invitational                      | Independence Park                      | Kingston       |
| Golden Grand Prix Kawasaki                              | Todoroki Athletics Stadium             | Kawasaki       |
| Beijing World Challenge Meeting                         |                                        | Pekin          |
| Grande Premio Brasil Caixa de Atletismo                 | Estádio Olímpico João Havelange        | Rio de Janeiro |
| Colorful Daegu Pre-Championships Meeting                | Daegu Stadium                          | Daegu          |
| Ponce Grand Prix                                        | Estadio Francisco Montaner             | Ponce          |
| Meeting International Mohammed VI d'Athlétisme de Rabat | Stade Moulay Abdellah                  | Rabat          |
| Fanny Blankers-Koen Games                               | Fanny Blankers-Koen Stadion            | Hengelo        |
| Memoriał Braci Znamieńskich                             | Stadion Łużniki                        | Żukowski       |
| Zlatá Tretra                                            | Stadion miejski w Ostrawie-Vítkovicach | Ostrawa        |
| Meeting de Atletismo Madrid                             | Estadio de Vallehermoso                | Madryt         |
| Internationales Stadionfest                             | Stadion Olimpijski w Berlinie          | Berlin         |
| Hanžeković Memorial                                     | Stadion Mladost                        | Zagrzeb        |
| Rieti IAAF Grand Prix                                   | Stadio Raul Guidobaldi                 | Rieti          |